# Ground-plane

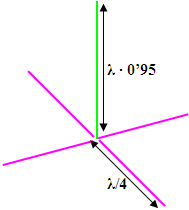
Esquema detallado de medidas para una Antena Ground Plane
Los brazos pintados en rosa tienen la misma longitud

En ingeniería eléctrica, el ground-plane es una antena omnidireccional, con el activo conectado a un elemento radiante, y la masa a un plano de tierra, bien natural, el suelo o artificial, la chapa de un coche, o un plano de tierra artificial. Se usa en comunicaciones HF, VHF y UHF.
Los radiales colocados a 90° del radiante hacen que la impedancia de la antena sea de menos de 50 ohmios. Si se colocan solo tres radiales e inclinados a 120° del radiante la impedancia roza los 50 ohmios de impedancia, por lo que es más aceptable para los emisores, que generalmente tienen esa impedancia de antena.
La longitud de los radiales no es crítica, y dentro de unos márgenes, se pueden hacer no exactamente de 1/4 de onda sino algo menores.
- Datos: Q1547722
- Multimedia: Monopole antennas / Q1547722